# Willem Diepraam
Willem Diepraam (Amsterdam, 13 april 1944) is een Nederlands fotograaf.

## Biografie
Na in Velsen het gymnasium gevolgd te hebben, ging Diepraam in 1962 medicijnen studeren aan de Universiteit van Amsterdam, was hij lid van het Amsterdams Studenten Corps en roeide hij bij ASR Nereus. Binnen het studentencorps leerde Diepraam, bij zijn dispuutgezelschap Marnix, Freek de Jonge en Bram Vermeulen kennen en werd hij lijffotograaf van hun cabaretgroep Neerlands Hoop in Bange Dagen.
Na twee jaar geneeskunde te hebben gestudeerd, stapte Diepraam in 1966 over op niet-westerse sociologie. In 1968 werd hij werkzaam als fotoredacteur van het tijdschrift Student waarna hij in 1970 besloot om professioneel met fotografie aan de slag te gaan. 
In 1968 begon Diepraam zijn eerste foto's te verkopen. En op 28 juli van dat jaar verscheen zijn eerste foto in het weekblad Vrij Nederland. Drie jaar later trad hij bij deze krant in dienst als freelancefotograaf. Vanaf 1974 kwamen er bijlagen van Vrij Nederland in kleur: de eerste in maart 1974 bevatte als coverstory een fotoverhaal van Diepraam over het Emma Kinderziekenhuis in Amsterdam, als een losse associatie bij een bespreking van een boek over zieke kinderen. Ondertussen had Diepraam bovendien in de loop van 1973 het verzoek gekregen een overzichtstentoonstelling te maken van eigen werk in het Van Abbemuseum in Eindhoven.
In 1975 begon hij aan een project dat een belangrijke stap in zijn loopbaan betekende: het maken van een uitvoerig portret van Suriname, vlak voordat het land onafhankelijk zou worden. De foto's die hij in die periode maakte, zouden later in boekvorm verschijnen onder de titel Frimangron.
Na het overlijden van zijn echtgenote, zoon en pasgeboren kind in de vliegtuigramp van Tenerife op 27 maart 1977, verscheen in 1978 Diepraams fotoboek The Dutch Caribbean, een keuze uit de foto's gemaakt tussen 1973 en 1978 tijdens zijn verschillende reizen naar Suriname en de Nederlandse Antillen.
In 1979 kreeg Diepraam de opdracht van het Nederlands Comité voor Kinderpostzegels (NCK) om in de West-Afrikaanse Sahel ontwikkelingsprojecten te fotograferen en er foto's te maken voor een serie kinderzegels.
De eerste fotoveiling voor Sotheby's organiseerde hij in 1982 in Amsterdam.
Voor zijn gehele oeuvre ontving Diepraam in 2010 de Piet Zwart Prijs.

## Gepubliceerd werk
- Frimangron (1975)
- The Dutch Caribbean (1978)
- Sahel (1982)
- Willem Diepraam Foto's (1985)
- Lima (1991)
- Willem Diepraam van fotojournalist naar fotograaf (1994)
- Landschap aan Zee (1995)
- Willem Diepraam (2001)
- Portugal 1974 (2004)

## Werk in openbare collecties (selectie)
- Rijksmuseum Amsterdam.[1]